# Мери Филипс
Мери Елизабет Филипс (Mary Elizabeth Phillips позната и као Mary Eppynt Phillips, Велс, 1875 — 1956) била је прва жена са Универзитета у Кардифу која се квалификовала за доктора медицине. Иако су је понекад називали „првом женом лекарком у Велсу“, она је сама оспоравала ту чињеницу. 

## Живот каријера
Рођена је у Велсу 1875, у подножју планине  Епинт, од оца Вилијема Филипса пољопривреднаика. Завршила је медицину на Медицинском факултету Универзитета Кардиф  (1894–1898), а 1900. године, је обавила лекарску праксу у Краљевској болници у Лондону. 
На почетку Првог светског рата др Мери Филипс се придружила медицинској мисији у саставу Болнице шкотских жена за службу у иностранству. Прва служба јој је била у болници на Малти, где је обављала дужност лекарског помоћника др Алис Хачинсон. У то време била је то јединица Болнице шкотских жена која је указивала помоћ великом броју рањених Аустралијанаца и Новозеланђана после битке на Галипољу. 
Од јуна 1915. године др Мери је радила у Другој јединици Болнице шкотских жена стационираној у Ваљеву, као лекарски помоћник др Алис Хачинсон. Током рада у Ваљеву разболела се и 1. септембра 1915. године враћена у Енглеску на опоравак. После опоравка др Мери је једно време путовала по Великој Британији и држала предавања, којима је желела да промовише деловања Болнице шкотских женама у Првом светском рату, и прикупи новчана средства и потребан материјала за рад ових болница. 

После повлачења српске војске преко Црне Горе и Албаније, др Мери Филипс се заједно са још неколико милосрдних сестара, које су као и она биле у Србији, прикључити Болници шкотских жена у Ајачу, на Корзици, у којој су лечене српске избеглице. Она је овом болницом руководила од 1. маја 1916. до 4. јануара 1917. године. Овај период она је у својим записима пислада јој је драго... 
...што је поново међу Србима, који су је топло дочекали...и да су српски рањеници и рековалесценти на Корзици били срећни што је неко могао да их поздрави на матерњем језику.
Убрзо је од стране Срба проглашена најпопуларнијом докторком међу Србима, који су је описивали „као савршену лекарку у сваком погледу“.   
У Болници шкотских жена - Јединица „Корзика” у Ајачу  др Мери Филипс је имала велику помоћ и подршку од др Едит Блејк Холвеј (1874–1948), која је радила у болници од 20. априла 1916. до 16. августа 1916. године јер је говорила српски језик, који је савладала радећи у Првој јединици Болнице шкотских жена у Крагујевцу, у време велике епидемије пегавог тифуса, која је харала Србијом 1915/1916.  
Након одласка из Ајачија 4. јануара 1917. године, „није престала њена љубав према Србима.”  Др Мери Филипс је као лекар асистент (Assistant Medical Officer of Health in Merthyr Tydfil) покренула обуку српских девојака за медицинске сестре, која је успешно обављена.
Између два светска рата, др Мери Филипс је наставила да се бави медицином, и објавила већи број стручних књига, једна од њих је била Биологија. 
Умрла је 1956. године, у 80 години живота, а њени посмртни остаци су сахрањени у дворишту парохијске цркве у велшком засеоку Merthyr Cynog.